# Brühlbach (Wurmbach)
Der Brühlbach ist ein knapp zwei Kilometer langer, linker und südwestlicher Zufluss des Wurmbaches im unterfränkischen Landkreis Schweinfurt.

## Verlauf
Der Brühlbach entspringt im Hesselbacher Waldland, das auch Schweinfurter Rhön genannt wird, auf einer Höhe von 341 m ü. NHN am Nordhang des Lerchenberges (363 m ü. NHN) gut einen halben Kilometer nördlich des Schonungener Ortsteils Waldsachsen am Rande eines Laubwaldes.
Der Bach fließt zunächst stark begradigt gut 400 m in ostsüdöstlicher Richtung durch Felder und Wiesen. Bei der Flur Brühl knickt er scharf nach Nordnordosten ab. Er läuft dann begleitet von denen Feldweg knapp 200 m in dieser Richtung durch das Grünland  der Flur Brühl und wechselt dann seinen Lauf nach Nordosten. Er fällt hier zeitweise trocken. Gut einen halben Kilometer später etwa hundert Meter fließt er westlich der Bundesstraße 303 direkt an der Abersfelder Straße entlang. Er führt ab dort wieder ganzjährig Wasser.
Der Brühlbach mündet schließlich auf einer Höhe von 308 m ü. NHN direkt nordwestlich der Waldsachsener Straße gut hundert Meter südlich des Dorfes Abersfeld von links in den aus Ostsüdosten heranziehenden Wurmbach.